# Dystrykt Bahawalnagar
Bahawalnagar (urdu: بہاولنگر) – dystrykt w Pakistanie, położony w prowincji Pendżab. Siedzibą administracyjną dystryktu jest Bahawalnagar.

## Demografia
Większość mieszkańców posługuje się językiem pendżabskim.
| Rok  | Liczba ludności |
| ---- | --------------- |
| 1972 | 1.073.891       |
| 1981 | 1.373.747       |
| 1998 | 2.061.447       |
| 2017 | 2.981.919       |